# Terrence W. Wilcutt
Terrence Wade Wilcutt est un astronaute américain né le 31 octobre 1949.

## Vols réalisés
- STS-68, à bord d'Endeavour, lancée le 30 septembre 1994.
- STS-79, à bord d'Atlantis, lancée le 16 septembre 1996 : 4e rendez-vous entre la station spatiale russe Mir et une navette spatiale américaine.
- STS-89, à bord d'Endeavour, lancée le 22 janvier 1998 : 8e amarrage d'une navette spatiale américaine à la station Mir.
- STS-106, à bord d'Atlantis, lancée le 8 septembre 2000 : dernier amarrage d'une navette à l'ISS avant l'arrivée de la première expédition.